# 皮埃尔·巴尔曼

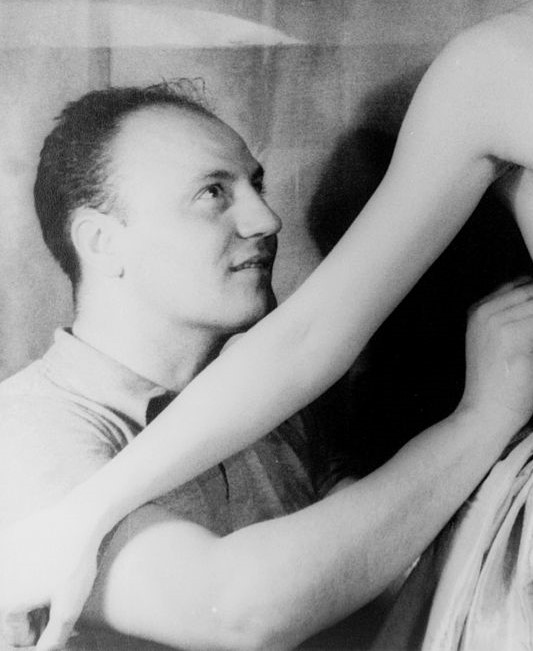
皮埃尔·巴尔曼

皮埃尔·亚历山大·克劳迪斯·巴尔曼（1914年5月18日 - 1982年6月29日）是法国时装设计师。1933年，巴尔曼开始在国立高等美术学院学习建筑学。第二次世界大战期间，他在上班的時候認識了克里斯汀·迪奧。  1945年，巴尔曼創辦了寶曼。 巴尔曼最終因肝癌去世。 